# Altan Khan
Altan Khan (ᠠᠯᠲᠠᠨ

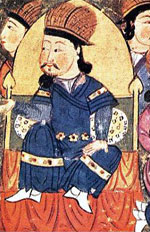
Altan Khan

ᠬᠠᠨ , Алтан хан, Altan qan; Anda, Алтан ᠠᠨᠳ, * 1507; † 1582), Sohn von Bars Bolod und Enkel von Batu-Möngke Dayan Khan, war ein wichtiger mongolischer Fürst der Nördlichen Yuan.

## Regentschaft
Altan Khan war ursprünglich nur ein Teilherrscher im Rechten Flügel (das heißt im Osten) und saß nördlich von Shanxi in der heutigen Inneren Mongolei. Je nach Darstellung unterstanden ihm das Volk der Tümed oder auch die Ordos. Den persönlichen Ulus (Reichsgebiet mit Volk) seines älteren Bruders Gün-bilig (* 1505; † 1552/3) bildeten die Ordos, dazu war Gün-bilig als „Jinong“ auch der oberste Anführer des Rechten Flügels und dort eine Art Vizekönig. Die Brüder hatten diese Stellung von ihrem Vater Bars Bolod (* 1484; † 1531/2) geerbt, dem dritten Sohn von Batu-Möngke Dayan Khan. Ebenfalls geerbt hatten sie die Rivalität zum eigentlichen Herrscher (betitelt als „Khagan“, der dem „Linken Flügel“ im Westen vorstand und immer ein Nachfahre von Dayan Khans ältestem Sohn Toru Bolod (* 1482; † 1523) war.
Als der Chagan Bolod Alag (* 1503; † 1547) starb, wurde Altan zum „Schützer des Khan-Reiches“ und damit quasi zum Regenten ernannt. Der neue offizielle „Chagan“ Darayisun (* 1520, reg. 1547/8-1557, auch: Kudang) zog es aber vor, mit seinem persönlichen Anhang den Chakhar ostwärts über den Khingan zum Liao-Fluss hin abzuziehen, was die wahren Machtverhältnisse in der Mongolei offenbarte (1547). Schließlich erzielten beide Fürsten eine Übereinkunft, die es Altan Khan erlaubte, gegen die gefährlichen, ebenfalls mongolischen Oiraten vorzugehen, die sich wieder einmal nördlich im Raum Karakorum festgesetzt hatten. Altan Khan vertrieb im Jahr 1552 die Oiraten und übereignete das Land den Khalkha, konkret den Nachkommen von Dayan Khans elftem Sohn Geresenje (* 1489; † 1549). In den 1560er Jahren folgten dann weitere vereinzelte Kämpfe gegen die Oiraten, die langsam in die Dschungarei abgedrängt wurden.
Darayisuns Sohn und Nachfolger Tumen Zasagt Khan (reg. 1557–1592) blieb allerdings ein Gegenspieler Altan Khans. Tumen Zasagt Khan baute seine Macht im Osten aus (u. a. gegenüber den Jurchen) und verweigerte außerdem Ming-China den Tribut.

## Außenpolitik gegenüber Ming-China

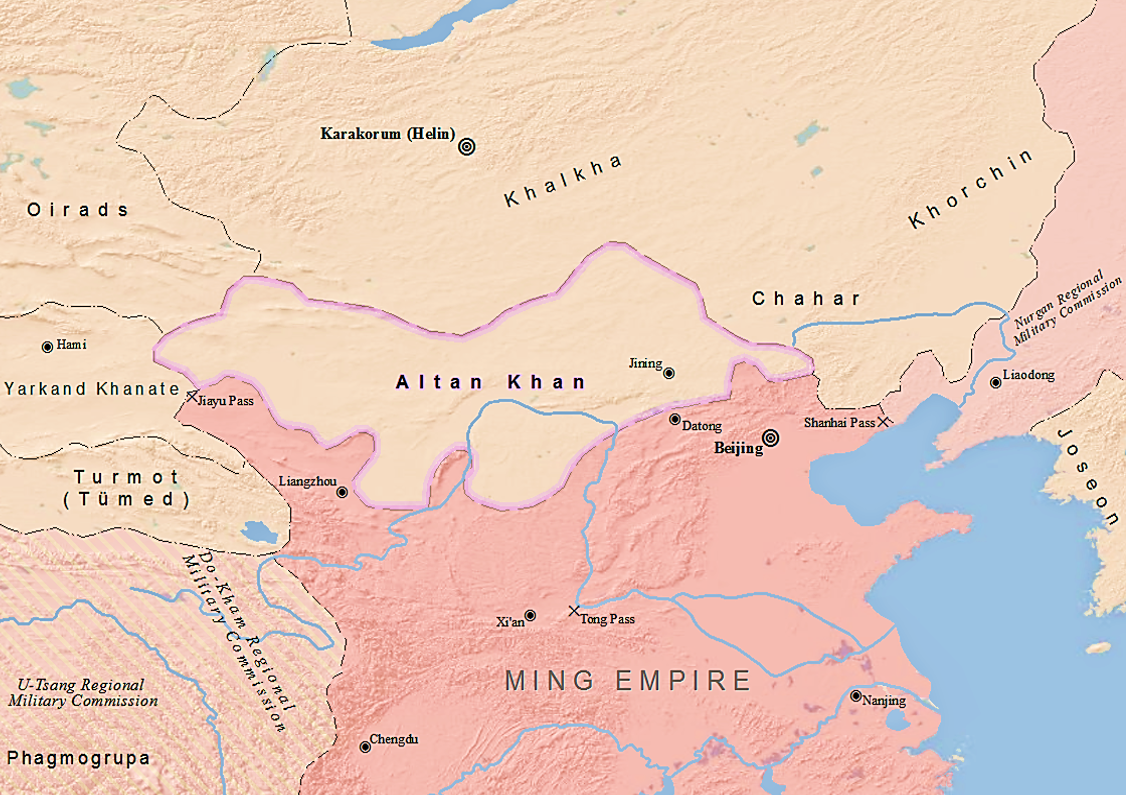
Herrschaftsgebiet des Altan Khan

Altan Khan bedrohte seit 1541 mehrfach Ming-China, erschien so beispielsweise 1550 vor Peking. 1571 schloss er Frieden im Austausch gegen Handelsrechte und einen Prinzentitel („Der gehorsame und rechtschaffene Prinz“). Bei den Feldzügen wurde er von seinem Großneffen bei den Ordos, Khutugtai Secen (* 1540; † 1586), aktiv unterstützt. Den erfolgreichen Kriegen gegen Ming-China lagen allerdings keine Eroberungsabsichten zugrunde, sondern es ging nur um Handelsrechte, die man gewöhnlich mit der „Erlaubnis“ zur „Tributzahlung“ bekam. Die Nomaden mit ihrer spezialisierten Viehwirtschaft waren auf den Handel zur Beschaffung zusätzlicher Nahrungsmittel (Getreide, Reis, Bohnen) und fehlender Güter (beispielsweise Eisen) angewiesen, gerade im Frühjahr oder nach fünfmonatiger Dürre. Aber der Ming-Kaiser Jiajing (reg. 1521–1567) lehnte jeden Kontakt mit den „Barbaren“ ab und Altan Khans Botschafter wurden so mit konsequenter Regelmäßigkeit abgewiesen oder auch hingerichtet. Den Nomaden drohte immer wieder der Hungertod, die einzige Alternative war der Raubzug in Nordchina. An der Stelle hatte Altan Khan Glück, denn das Militärwesen der Ming war zu dieser Zeit stark reformbedürftig und die Regierung setzte auf die Große Mauer, die aber einfach umgangen wurde. Nachdem Altans Armee vor Peking erschienen war, ließ der Kaiser kurzzeitig den Handel mit den Mongolen zu (1551–1552). Aber erst 1571 bekamen Altan Khans Mongolen ihre Tributzahlungs- und Handelsrechte (Kanzler Zhang Juzheng) und damit herrschte Frieden. 1572 zog Altan Khan dann gegen Kasachen und Kirgisen zu Felde.
Des Weiteren erzählt auch der Portugiese Fernando Mendez Pinto (*ca. 1510; † 1583) eine etwas übertriebene Geschichte von einem Kriegszug des Khans gegen die Ming. Pinto weilte damals als Gefangener in China.

## Innenpolitik
Altan Khan förderte eine halbsesshafte Lebensweise, deren Erträge einen bedeutenden Teil seines Einkommens ausmachten und angesichts der wiederholten Hungersnöte unverzichtbar waren. Sein Basislager war Hohhot, heute Hauptstadt der Inneren Mongolei, das damals von chinesischen Arbeitern zu einer Stadt mit Gebäuden im chinesischen Stil und einem ummauerten Palast ausgebaut wurde. Altan stand der chinesischen Kultur auch keinesfalls feindlich gegenüber, was z. B. einige Inschriften am Palast zeigen.
Der gealterte Khan knüpfte die alten Bande zu den Lamas neu, förderte den tibetischen Buddhismus in der Mongolei (1576/78) und dehnte den Einfluss der Mongolei wieder nach Tibet aus. Zu diesem Schritt soll ihn sein Großneffe bei den Ordos, Khutugtai Secen (* 1540; † 1586) bewogen haben, der ihm vorstellte, dass „Lehre und Vorschriften“ für dieses und das zukünftige Leben nötig seien. Als geeigneten geistigen Lehrer (und Verbündeten) identifizierte man bSod-nams rgya-mcho (* 1543; † 1588) von den Gelbmützen, der an den Kokonor eingeladen und mit dem Titel Dalai Lama geehrt wurde, welcher bis heute getragen wird (1578). („Ihr müsst dem Bösen entsagen und dem von Buddha vorgeschriebenen Weg des Guten folgen. Mord, Plünderung, Frauenraub bei anderen Stämmen müssen aufhören, ihr solltet im Gegenteil lernen, das Leben, das Eigentum und die Rechte aller zu achten.“) Altan Khan ließ anschließend das Gesetzbuch der Chakhar veröffentlichen, das den Buddhisten Schutz und Vorrechte gewährte. Mit der Erneuerung der alten Allianz (aus Kubilais und Phagspas Tagen) setzte sich der tibetische Buddhismus in der Mongolei durch, man übernahm mit der Religion auch das Schrifttum und die Zeremonien, und die Klöster wurden bald zu bedeutenden Wirtschaftsfaktoren. Altan Khans Verwandter bei den Chalcha, Abdai Khan († 1588, Enkel Geresenjes) tat es den beiden nach und gründete 1585/6 das Kloster Erdene Dsuu am Südrand des verfallenden Karakorum.
Altan Khans Nachfolger wurde sein ältester Sohn Sengge Düüreng (gest. 1586), und spätestens danach verblasste die Machtstellung seines Klans.
Altan Khans Urenkel, Yönten Gyatsho, wurde der vierte Dalai Lama.